# Souffle cardiaque
Pour le film, voir Le Souffle au cœur.
Pour les articles homonymes, voir Souffle (homonymie).
 (février 2018).
Si vous disposez d'ouvrages ou d'articles de référence ou si vous connaissez des sites web de qualité traitant du thème abordé ici, merci de compléter l'article en donnant les références utiles à sa vérifiabilité et en les liant à la section « Notes et références ».
Un souffle cardiaque ou souffle au cœur est un bruit supplémentaire et anormal perçu à l'auscultation cardiaque. 
Il témoigne de l'existence de turbulences anormales lors du passage du sang au travers d'une valvule ou d'une cloison intra-cardiaque. Par extension on englobe
également dans cette appellation les souffles vasculaires naissant dans la portion proche du cœur d'une artère ou d'une veine. Lorsqu'elles naissent dans les valves cardiaques, ces turbulences résultent habituellement soit d'un rétrécissement (au pire un rétrécissement complet ou sténose) soit d'une fuite (régurgitation valvulaire, insuffisance valvulaire), soit enfin de l'association des deux (désignée sous le terme « maladie » suivi du nom de la valve atteinte).
Enfin une communication entre artères et/ou veines (fistules) peut provoquer des souffles audibles à l’auscultation.
On oppose les souffles organiques, liés à une lésion anatomique, aux souffles anorganiques (ou fonctionnels ou « innocents ») qui traduisent le plus souvent une augmentation du débit cardiaque ou un état d'éréthisme cardiaque, le cœur étant par ailleurs tout à fait normal sur le plan morphologique et fonctionnel. Un souffle cardiaque est fréquemment observé chez l'enfant ; la très grande majorité étant anorganiques (« innocents »).
Les souffles cardiaques peuvent être classés selon différentes caractéristiques : localisation (qui correspond au foyer d'auscultation où ils sont le mieux perçus), position par rapport aux bruits normaux du cœur, timbre, irradiations... Dans cet article, les souffles cardiaques ont été classés selon leur position par rapport aux bruits cardiaques normaux (souffles systoliques et souffles diastoliques).

## Caractéristiques

### Localisation
La localisation d'un souffle cardiaque sur le thorax donne une indication sur la structure qui en est à l'origine. On distingue ainsi quatre foyers d'auscultation principaux, correspondant aux valves cardiaques et quelques foyers d'auscultation secondaires. Il n'y a pas une correspondance exacte entre le foyer d'auscultation (siège où les turbulences sont maximales) et la localisation anatomique de la valvule en cause (où débutent les turbulences). Lorsqu'un souffle est intense, il est entendu largement sur le thorax et son « foyer d'auscultation » peut être difficile à déterminer. Dans ce cas, on peut s'aider de la palpation qui permet de sentir un frémissement sous la peau lié aux turbulences et donc de repérer leur maximum.
Les quatre foyers d'auscultation principaux :
- le foyer mitral : Il est situé à l'apex ou pointe du cœur (au niveau du cinquième espace intercostal gauche, un peu en dedans de l'endroit où l'on peut voir battre la pointe du cœur.
- le foyer tricuspide se situe en regard de l'appendice xiphoïde (à l'extrémité inférieure du sternum),
- le foyer aortique est situé plus haut, au niveau du deuxième espace intercostal, à droite du sternum,
- le foyer pulmonaire est situé également au niveau du deuxième espace intercostal, mais à gauche du sternum.

### Position temporelle
Le moment où est entendu un souffle cardiaque correspond à sa position par rapport au cycle cardiaque, c'est-à-dire, lors de l'auscultation, par rapport aux bruits normaux du cœur (premier bruit cardiaque (B1, fermeture des valves auriculo-ventriculaires) et deuxième bruit cardiaque (B2, fermeture des valves sigmoïdes aortiques et pulmonaires)).
Un souffle est dit systolique s'il est perçu entre le premier (B1) et le deuxième (B2) bruit du cœur, c'est-à-dire s'il survient au cours de la systole cardiaque lorsque les ventricules se contractent et éjectent le sang vers l'aorte et l'artère pulmonaire. Un souffle est dit diastolique s'il est perçu entre B2 et B1, c'est-à-dire au cours de la diastole cardiaque, lorsque les ventricules se remplissent de sang venant des oreillettes.
Selon sa position par rapport à la systole ou la diastole, le souffle sera proto-systolique ou diastolique s'il est perçu au début du cycle cardiaque correspondant, méso-systolique ou diastolique s'il est perçu au milieu du cycle cardiaque correspondant, et télé-systolique diastolique s'il est perçu à la fin du cycle cardiaque correspondant. Un souffle est dit holo-systolique ou diastolique s'il est perçu sur la totalité de la partie du cycle cardiaque correspondant.

### Timbre
Le timbre (ou tonalité) d'un souffle va dépendre du gradient (de la différence) de pression qui le génère. C'est un paramètre subjectif avec une terminologie qui lui est propre. On parlera ainsi d'un souffle râpeux, humé, aspiratif, musical...

Les souffles aigus sont générés par de fortes différences de pressions alors que les souffles plus graves sont générés par des différences de pressions plus faibles.

### Irradiation
L'irradiation d'un souffle correspond au chemin que prend le souffle à partir de son point de départ. Il indique approximativement la direction du flux sanguin. Son intensité est, par définition, plus faible, qu'à son point de départ.

### Intensité
L'intensité d'un souffle cardiaque est exprimée en sixième selon la classification suivante :
| 1/6e | Très faible, nécessite le silence dans la pièce et un observateur expérimenté               |
| 2/6e | Faible mais facilement perçu avec le stéthoscope                                            |
| 3/6e | Moyen, bruit assez fort mais nécessitant une auscultation au stéthoscope                    |
| 4/6e | Fort avec frémissement, entendu avec uniquement le rebord du stéthoscope posé sur le thorax |
| 5/6e | Très fort, entendu avec le stéthoscope situé à distance du thorax                           |
| 6/6e | Entendu à distance du thorax, sans stéthoscope                                              |

L'intensité du souffle est souvent en rapport avec l'importance de l'atteinte cardiaque, mais cette règle connait des exceptions.

### Éléments pouvant modifier les caractéristiques d'un souffle cardiaque
De multiples éléments peuvent entraîner une modification dans l'auscultation d'un souffle, permettant d'aider au diagnostic étiologique :
- inspiration ou expiration,
- la position du corps (allongé, debout, accroupi, lever brutal),
- la manœuvre de Valsalva, l'effort...

## Bilan d'un souffle cardiaque
Dans la majorité des cas, une bonne auscultation cardiaque permet d'étiqueter l'origine du souffle et d'en déterminer le caractère organique ou fonctionnel. Cependant, des examens complémentaires peuvent être réalisés pour préciser ce diagnostic.

Un électrocardiogramme sera réalisé afin de rechercher des signes d'hypertrophie ventriculaire gauche (pouvant témoigner d'un rétrécissement aortique), ou des signes de cardiopathie hypertrophique.

Une échographie cardiaque permettra d'étudier la structure des valves cardiaques, et la structure myocardique afin d'étudier le retentissement sur le muscle cardiaque, le doppler permettra d'étudier les flux sanguins.

## Les souffles systoliques
Un souffle systolique débute après le premier bruit du cœur (B1) et finit avant le deuxième bruit (B2).

Les causes les plus fréquentes sont le rétrécissement aortique, l'insuffisance mitrale, la communication inter-ventriculaire.
On distingue généralement les souffles mésosystoliques (intensité maximale au milieu de la systole, séparé clairement de B1 et de B2 par un espace libre), dit éjectionnels, secondaire à un obstacle sur l'éjection du sang, et les souffles holosystoliques (constant sur toute la systole, sans espace libre avec les bruits), dit de régurgitation, dont la cause première est l'insuffisance mitrale.

### Obstacle à l'éjection du flux sanguin au travers lesvalves sigmoïdes aortiques
Une sténose valvulaire aortique peut produire un souffle typiquement mésosystolique rude et râpeux, perçu sur le rebord du deuxième espace intercostal droit et irradiant vers les vaisseaux du cou (artères carotides). Les causes les plus fréquentes sont l'apparition de calcifications des valves aortiques liées au vieillissement et, plus rarement, la bicuspidie (anomalie congénitale où la valve aortique est composée de deux feuillets au lieu de trois). Dans la bicuspidie, l'irradiation est faible ou inexistante. L'intensité du souffle du rétrécissement aortique diminue en position debout. Le B2 peut être conservé ou aboli suivant le mécanisme ou la sévérité de la maladie.

Dans la cardiomyopathie hypertrophique avec obstruction, l'obstacle à l'éjection est situé sous l'orifice valvulaire qui est normal. Le souffle est mieux perçu sur le bord gauche du sternum. Ce souffle augmente en intensité en position debout et au cours de la manœuvre de Valsalva. Typiquement le B2 est conservé.

### Obstacle à l'éjection du flux sanguin au travers lesvalves sigmoïdes pulmonaires
On parle alors de rétrécissement ou de sténose pulmonaire. Le souffle est mésosystolique, entendu au niveau du deuxième espace intercostal gauche, et irradie dans l'espace inter-scapulo-vertébral accompagné d'un B2 diminué et d'un frémissement (thrill).

### Insuffisance mitrale
En cas d'inefficacité de la valve mitrale, la pression dans le ventricule gauche devient plus importante que dans l'oreillette gauche, ce qui est normal, mais le passage du sang du ventricule vers l'oreillette n'est plus empêché, car la valve est lésée. Normalement, cette phase est une contraction isovolumétrique (augmentation de pression dans le ventricule qui se contracte mais le volume reste constant car les valves mitrales et aortiques sont fermées, jusqu'à ce que la valve aortique s'ouvre pour laisser place à la sortie systolique du sang, une fois la pression aortique dépassée) du ventricule, car la valve mitrale se ferme correctement (B1). La différence de pression augmente d'un bout à l'autre de la systole et le passage du sang peut même perdurer après la fermeture des valves aortiques, expliquant pourquoi ce souffle peut parfois « noyer » le son du B2.
Le souffle est le plus souvent holosystolique, mais dans les formes minimes, il peut n'être que télésystolique. Il est le mieux perçu à la pointe du cœur, il irradie dans l'aisselle, il est doux en jet de vapeur. Il est parfois précédé d'un clic. Il peut également être holosystolique (être entendu pendant toute la systole).
L'insuffisance mitrale peut être fonctionnelle, c'est-à-dire qu'il n'existe pas de lésion au niveau de la valve mitrale. Le plus fréquent est le souffle d'insuffisance mitrale fonctionnel observé dans la dilatation du ventricule gauche.
Dans le prolapsus de la valve mitrale, la valve mitrale est épaissie, et les cordages sont allongés. Lors de la fermeture de la valve, l'une des valvules recule trop et passe en arrière de sa voisine. Si le prolapsus devient suffisamment important, une régurgitation mitrale peut survenir.
Toute manœuvre visant à diminuer le volume ventriculaire gauche (station debout, assise, manœuvre de Valsalva) peut augmenter la durée du souffle et diminuer son intensité. Au contraire, toute manœuvre visant à augmenter le volume ventriculaire gauche (s'accroupir, surélévation des jambes, serrer les mains) diminue sa durée et augmente son intensité.

### Insuffisance tricuspide
Ce souffle de l'insuffisance tricuspide est télé- ou holosystolique, généralement mieux perçu au niveau du rebord gauche du sternum et maximum au niveau de l'appendice xiphoïde. Son intensité est typiquement majorée lors de l'inspiration (signe de Rivero Carvallo) par augmentation du retour veineux.
Les causes des insuffisances tricuspides sont multiples. Une forme primitive est moins fréquente et peut être due à une endocardite bactérienne, un infarctus du ventricule droit, lors de l'anomalie d'Ebstein (cardiopathie congénitale).

Un prolapsus de la valve tricuspide peut également survenir et être responsable d'un souffle télésystolique. Ce prolapsus est inhabituel sans prolapsus mitral concomittent.

### Communication inter-ventriculaire
La Communication inter-ventriculaire correspond à un défect dans la paroi ventriculaire, entraînant un passage direct de sang entre le ventricule droit et le ventricule gauche (shunt). Le souffle est holosystolique, irradiant en "rayon de roue". Il est mieux perçu au niveau des troisième et quatrième espaces intercostaux gauches.

Typiquement, un souffle intense est en faveur d'une communication peu importante alors qu'un shunt massif peut donner des anomalies très discrètes à l'ausculation.

### Autres
- Dilatation de la racine de l'aorte ou de l'artère pulmonaire : peut produire un bruit mésosystolique à l'éjection du sang, ainsi qu'un dédoublement du B2. Il n'y a pas d'anomalies hémodynamiques.
- Augmentation du flux sanguin au travers des valves sigmoïdes, qui peut survenir dans diverses situations, telle l'anémie, la grossesse, la thyrotoxicose.

## Les souffles diastoliques
Les souffles diastoliques débutent après le deuxième bruit cardiaque (avec la fermeture des valvules sigmoïdes) et se terminent avant le premier bruit. Ils sont donc perçus pendant la diastole cardiaque.

Les principaux sont l'insuffisance aortique, l'insuffisance pulmonaire, la sténose mitrale.
Ils sont souvent moins intenses que les souffles systoliques et plus difficiles à détecter.

### Insuffisance aortique
Le souffle est décrit comme doux, lointain, humé, aspiratif. Il est de faible intensité. Il est mieux perçu au foyer aortique et au niveau du rebord droit du sternum, mieux entendu en position assise et penchée en avant, en expiration forcée. Il irradie vers la pointe du cœur.
Il existe de plus un clic d'éjection protosystolique et un bruit mésosystolique sec, lié à la distension rapide et brutale de l'aorte. Il existe également un rétrécissement mitral fonctionnel par refoulement des valves sous l'effet du flux de régurgitation (appelé roulement de Flint) et perçu à l'apex.
Dans les insuffisances aortiques importantes, le souffle peut être holodiastolique.

### Insuffisance pulmonaire
Elle est le plus souvent liée à une hypertension pulmonaire (souffle de Graham Steel) et perçue au deuxième espace intercostal gauche. Son intensité peut augmenter au cours de l'inspiration.

### Sténose de l'artère interventriculaire antérieure
Le souffle secondaire à une sténose de l'artère interventriculaire antérieure, également appelé souffle de Dock, est similaire au souffle de l'insuffisance aortique et est le mieux perçu au niveau des deuxième et troisième espaces intercostaux gauches. Sa présence est cependant très rare.

### Sténose mitrale
Une terminologie rigoureuse ne parle pas de « souffle diastolique » lors d'un rétrécissement mitral mais d'un « roulement diastolique ». Cette anomalie auscultatoire est difficile à détecter, car très souvent de faible intensité. Idéalement, il est entendu lorsque le sujet est allongé sur le côté gauche (décubitus latéral gauche).
En cas de sténose (ou rétrécissement) mitrale, il est perçu un éclat de B1 à l'apex cardiaque. Le long du rebord gauche du sternum, est perçu un claquement (claquement d'ouverture mitrale, entendu après B2 et marquant la fin de la relaxation isométrique). Il inaugure le roulement diastolique qui est entendu à la pointe, dans l'aisselle et en décubitus latéral gauche, dont le timbre est grave et grondant. Il se renforce en télédiastole, dû à la contraction auriculaire.

Ce souffle peut être accompagné d'un éclat de B2 au foyer pulmonaire en cas d'hypertension pulmonaire et d'une insuffisance tricuspidienne fonctionnelle en cas de dilatation du ventricule droit.

### Sténose tricuspide
Le souffle est le mieux entendu le long du rebord gauche du sternum. Il augmente en intensité au cours de l'inspiration. La sténose tricuspide est souvent associée à une sténose mitrale et rarement isolée. Il s'agit d'une atteinte rare.

### Myxome auriculaire
Tumeurs bénignes cardiaques, les myxomes gauches sont bien plus fréquents que les myxomes développés aux dépens du cœur droit. Ils peuvent entraîner une obstruction au niveau de la valve mitrale induisant un souffle similaire à celui de la sténose mitrale.

### Autres
Une augmentation du flux sanguin traversant les valves auriculo-ventriculaires (mitrale pour le cœur gauche et tricuspide pour le cœur droit) peut également produire un souffle mésodiastolique.

## Souffles continus
Ces souffles sont secondaires aux turbulences du flux sanguin d'une cavité cardiaque à haute pression vers un système de pression inférieure. Par exemple, en cas de persistance du canal artériel (connexion anormale entre l'aorte et l'artère pulmonaire qui se ferme normalement au cours de l'enfance), où la pression aortique est plus élevée que la pression pulmonaire.